# Meylişah Hatun
Meylişah Hatun (en turco otomano: ميليسا خاتون‎; "deseo de rey") (Serbia, c.1608-Edirne, 1631), también conocida como Meleksima o Meylikaya, fue una concubina del sultán otomano, Osman II. A menudo es confundida como madre de Şehzade Ömer.

## Primeros años
Meylişah Hatun, cuyo nombre de nacimiento era Maritsa, nació en Serbia o Rusia, cerca de 1608. Fue comprada a los tártaros como esclava en el harén del sultán. Una teoría asegura que era esclava de Fatma Hatun, la esposa legal de Ahmed I, el padre de Osman.La historia cuenta que Meylişah era la madre de Şehzade Ömer, supuestamente ella gozaba el estatus más alto en el palacio y qué Osman la consideraba su mujer preferida y la más inteligente. Supuestamente cayó en desgracia y perdió el favor del sultán luego de la muerte de Ömer. El sultán la insultó y golpeó y luego la exilió.
Lo cierto es que esta historia esta lejos de ser cierta. Los registros del harén indican su nombre por primera vez en enero de 1622, Meylişah era indicada como una concubina de Osman II sin hijos, pero que recibía un sueldo bastante alto. Por otro lado los registros indican que Ayşe Sultan, la Haseki de Osman II era madre de Şehzade Ömer. De hecho, se cree que al momento de la muerte de Ömer, Meylişah acompañaba a Ayşe y a su pequeño hijo, por lo cual es constantemente confundida como su madre.
Tal como dijeron los embajadores venecianos y como demostraron los registros del harén, Meylişah era solo una mujer sin interés. De hecho ni siquiera fue consorte de Osman, ella era una "simple e insignificante concubina" de Osman que se encontraba acompañando (con muchas mujeres) a la esposa principal del sultán. Aunque si parece ser cierto que Osman estimaba mucho a está mujer ya que era su preferida y le daba privilegios que ninguna otra concubina podía tener.

## Muerte
Después de deposición y ejecución de Osman en 1622, Meylişah fue exiliada al antiguo palacio de Edirne, donde falleció en 1631. Está enterrada con el sultán en la mezquita de Santa Sofía.